# Elecciones presidenciales de Gambia de 2021
Las elecciones presidenciales de Gambia de 2021 se llevaron a cabo el 4 de diciembre de ese año. El presidente en funciones, Adama Barrow, resultó electo para otro mandato.

## Sistema electoral
El presidente de Gambia es elegido en una sola ronda mediante el sistema de mayoría simple para un período de cinco años.
En lugar de utilizar papeletas de voto, las elecciones en Gambia se llevan a cabo utilizando canicas en lugar de papeletas. Cada votante recibe una canica y la coloca en un tubo encima de un tambor sellado que corresponde al candidato favorito de ese votante. Los tambores de los diferentes candidatos están pintados en diferentes colores correspondientes a la afiliación partidaria del candidato, y se coloca una fotografía del candidato en su tambor correspondiente. El sistema tiene las ventajas de bajo costo y simplicidad, tanto para entender cómo votar como para contar los resultados. Se informa que el método tiene una tasa de error extremadamente baja para los votos mal emitidos.

## Campaña

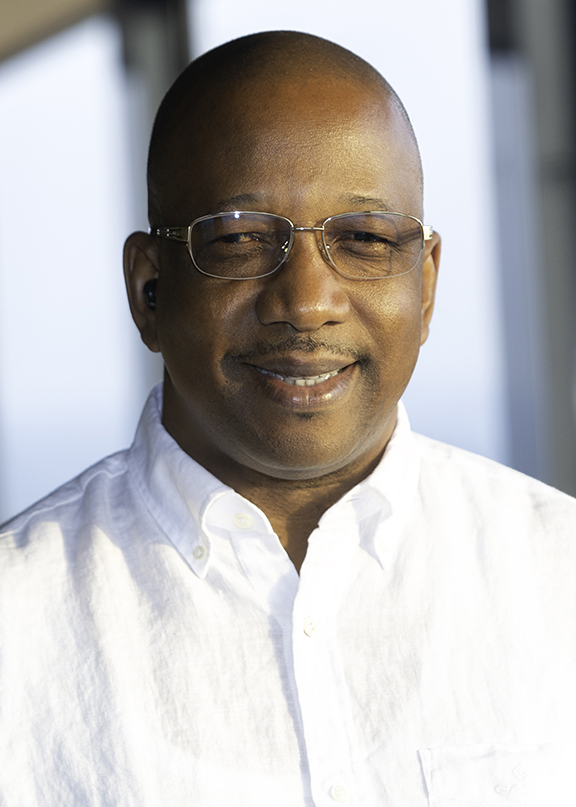
Mamma Kandeh

El Partido Nacional del Pueblo (NPP) del presidente Adama Barrow anunció una coalición con el partido del expresidente Yahya Jammeh, la Alianza para la Reorientación y la Construcción Patriótica (APRC). Jammeh posteriormente desautorizó la alianza, diciendo que se hizo sin su conocimiento. Esto llevó a una división en el APRC entre aquellos que apoyan el acuerdo y se están alineando con Barrow, y un "Movimiento de No Alianza" leal a Jammeh, quien se ha mantenido muy crítico con Barrow.

## Resultados
Los resultados preliminares hechos públicos por la comisión electoral el día después de la elección, dan al presidente saliente como el ganador con una gran ventaja. Barrow obtuvo más del 53% de los votos contra el 27% de Darboe, que quedó en segundo lugar.
|  | 53.23 % |

|  | 27.72 % |

|  | 12.32 % |

|  | 3.77 % |

|  | 2.00 % |

|  | 0.96 % |